# Valira del Nord

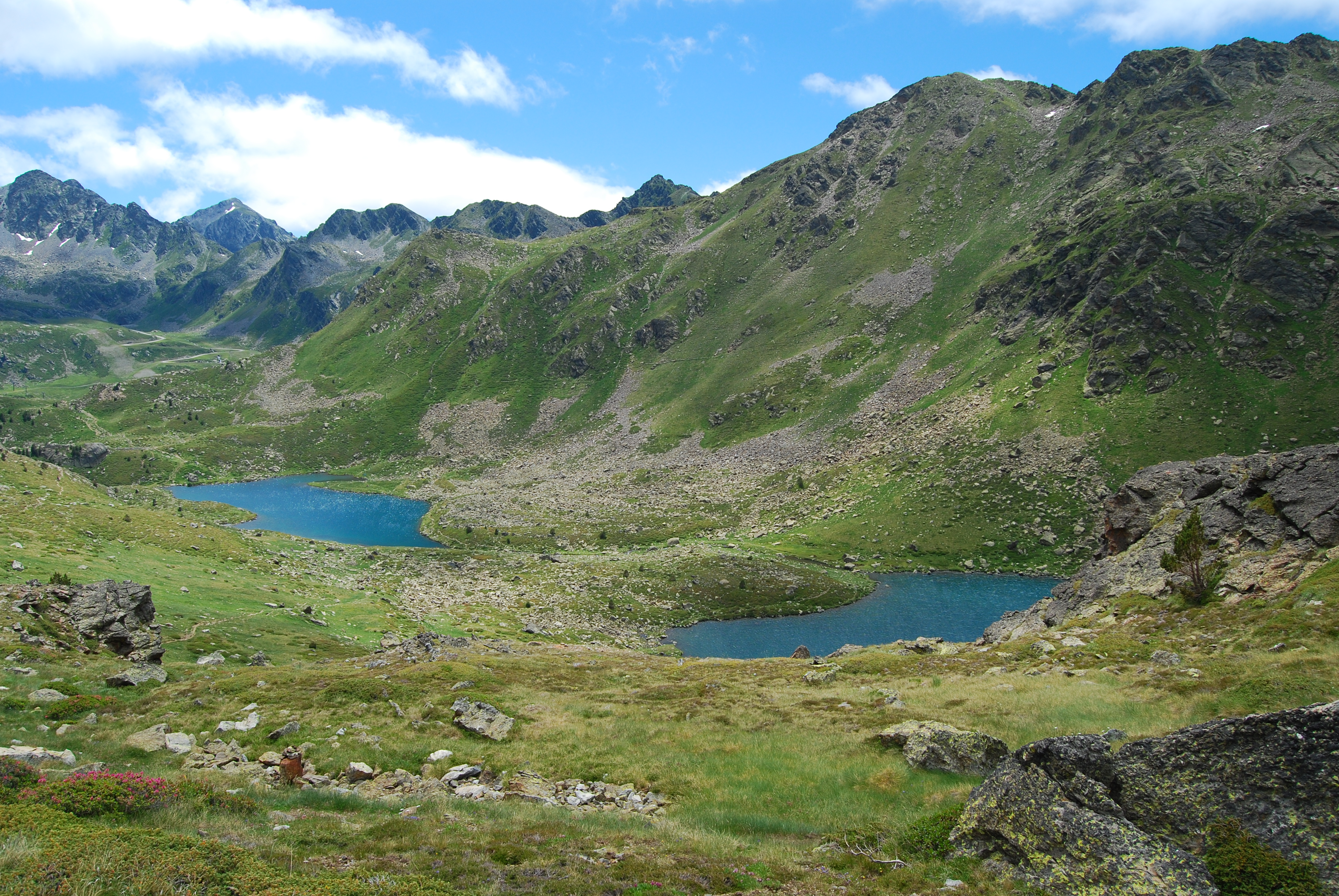
Estanys de Tristaina

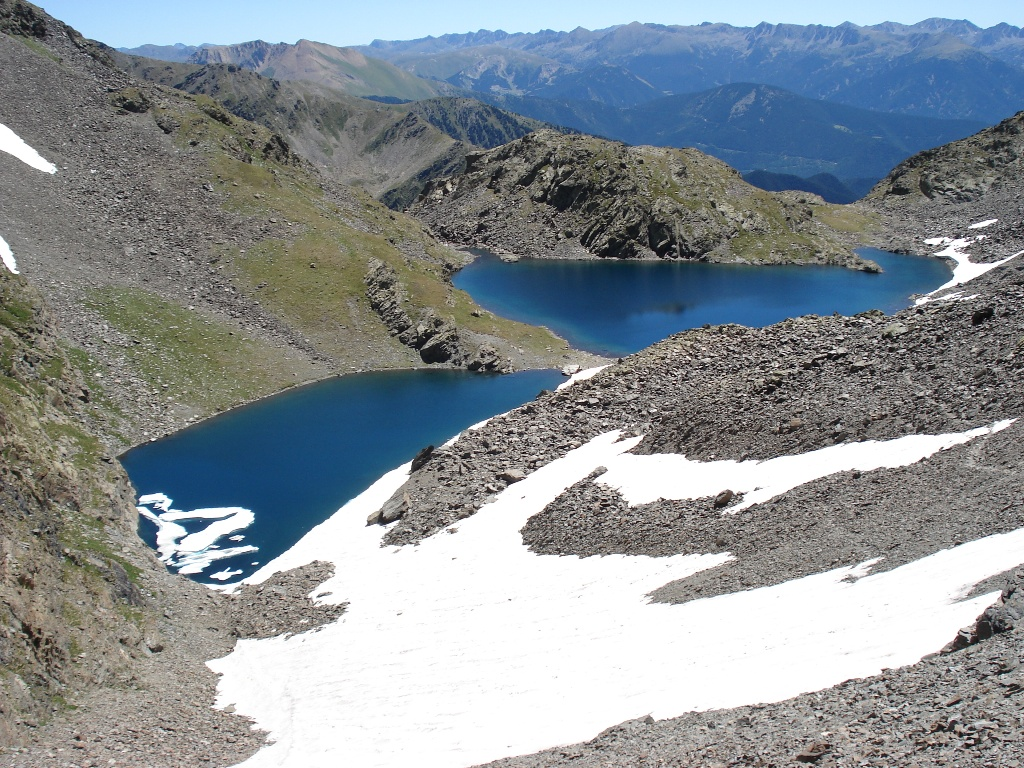
Estanys Forcats

La Valira del Nord (també dita Valira d'Ordino o Ribera d'Ordino, Valira de la Massana o Valira Occidental) és un riu pirinenc d'Andorra, afluent de la Valira, a la conca del Segre.
El riu s'inicia a el Serrat, a la confluència dels rius de Tristaina i de Rialb i davalla en direcció sud, passant per Llorts, Arans, Ansalonga, la Cortinada, Sornàs, Ordino i la Massana. Més avall es desvia lleugerament cap al sud-oest per ajuntar-se amb la Valira a Engordany. El riu recorre un total de 21 quilòmetres.
El pas entre la Vall d'Ordino i la vall principal d'Andorra és la gorja de la Grella, una mica més avall de l'afluència del riu de Montaner, a prop de l'església de Sant Antoni de la Grella.

## Capçaleres
El riu de Tristaina pot ser considerat com l’origen o naixement de la Valira del Nord. Porta les aigües dels estanys de Tristaina i pel marge dret, rep l'aigua que baixa pel barranc de Rat procedent del port de Rat i el riu d’Arcalís sota del mateix cim. Més avall i per l'esquerra, s'hi ajunta el riu de Comís Vell, que recull l'aigua dels vessants fronterers dell nord i desfila cap al sud fins al Serrat.
El riu de Sorteny recull els rius de la Serrera, Cebollera i l’Estanyó. Més avall hi aflueix el riu Rialb que aplega les aigües dels vessants de la carena fronterera entre els pics de la Font Blanca i de Siguer fins a confluir amb el riu de Sorteny. El riu de Sorteny també rep la Canal de la Coma, just abans de confluir amb el riu de Tristaina al Serrat.

## Afluents

### Riu de Tristaina
- Riu d'Arcalís
- Riu de la coma del Forat
- Riu del Comís Vell

### Riu de Sorteny
- Riu Rialb
- Riu de la Serrera
- Riu de l'Estanyó
- Riu de la Cebollera
- Riu de les Cebes

### Riu d'Arinsal
- Riu del pla de l'Estany (Riu d'Areny en alguns mapes)

Riu del Bancal Vedeller
Riu del Port Dretr
Riu de Montmantell
Canal de l'Alt de Comapedrosa
- Riu de Coma Pedrosa

- Riu Pollós (Tram entre Aigües Juntes i Arinsal. Porta les aigües del riu de Coma Pedosa i del riu del Pla de l'Estany)
- Torrent Ribal
- Torrent de Ruïder
- Riu de Comallempla
- Riu del Cubil
- Canal de Palomer
- Riu de Pal
- Riu de les Claperes[3]

### Altres afluents
- Riu de Ferreroles (aflueix pel marge esquerre entre el Serrat i Llorts)
- Riu de l'Angonella (aflueix pel marge dret a Llorts)
- Riu de l'Ensegur (aflueix pel marge esquerre a Llorts)
- Riu del Querol (aflueix pel marge esquerre entre Llorts i Arans)
- Canal del Tavenell (aflueix pel marge dret al Pont d'Arans)
- Canal Torta (aflueix pel marge dret entre Arans i la Cortinada)
- Riu de Sornàs (afueix pel marge esquerre a Sornàs)
- Riu de Segudet (aflueix pel marge esquerre a Ordino i porta les aigües del riu de Casamanya, riu de l'Enfreu i riu de les Aubes)
- Riu dels Cortals (aflueix pel marge esquerre a Anyós)
- Riu de Montaner (aflueix pel marge dret més avall d'Anyós)
- Riu de Padern (aflueix pel marge esquerre a prop de Sant Antoni de la Grella).[5]